# نافذة

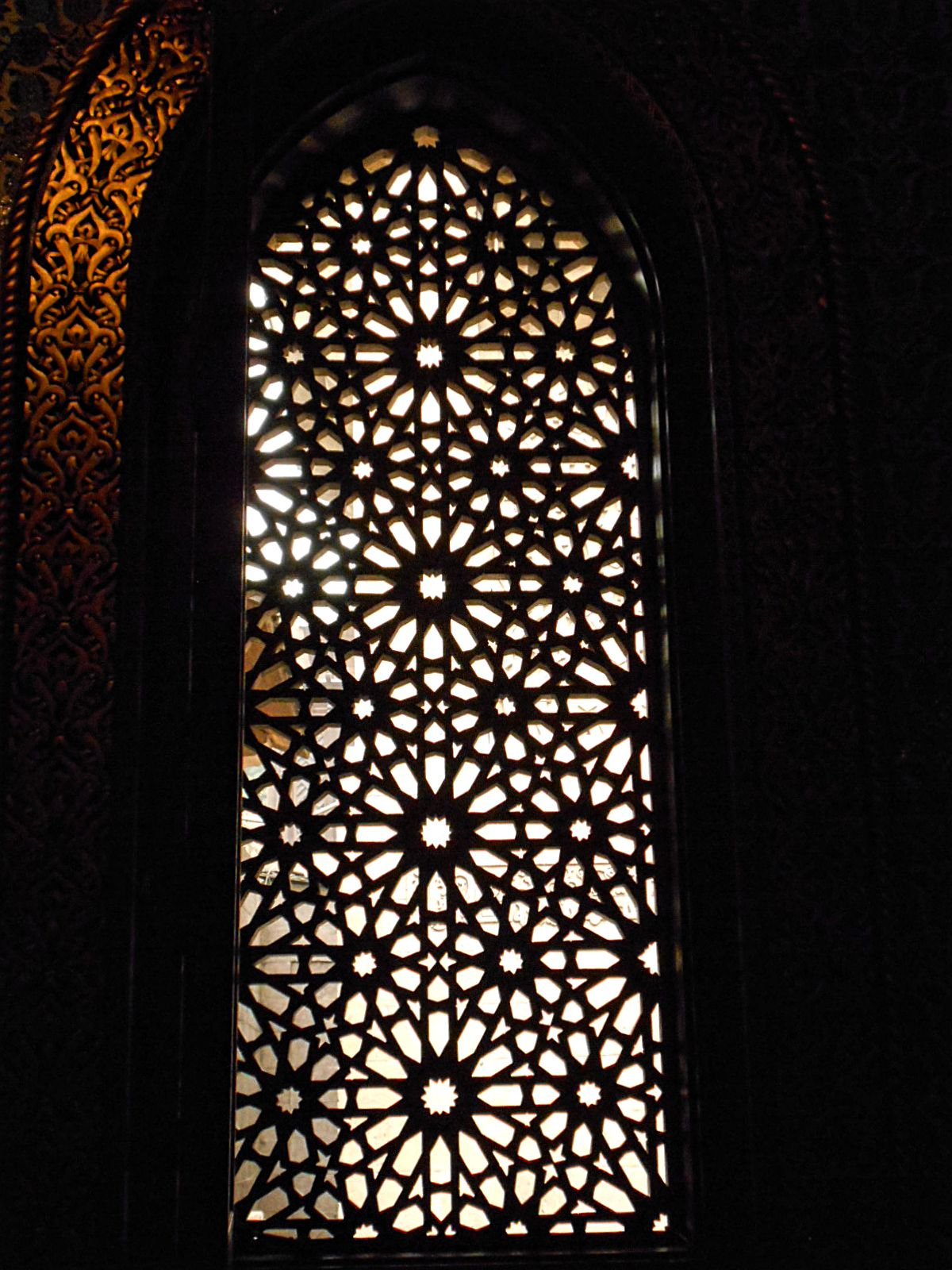
نافذة مسجد، مزينة بالأطباق النجمية.

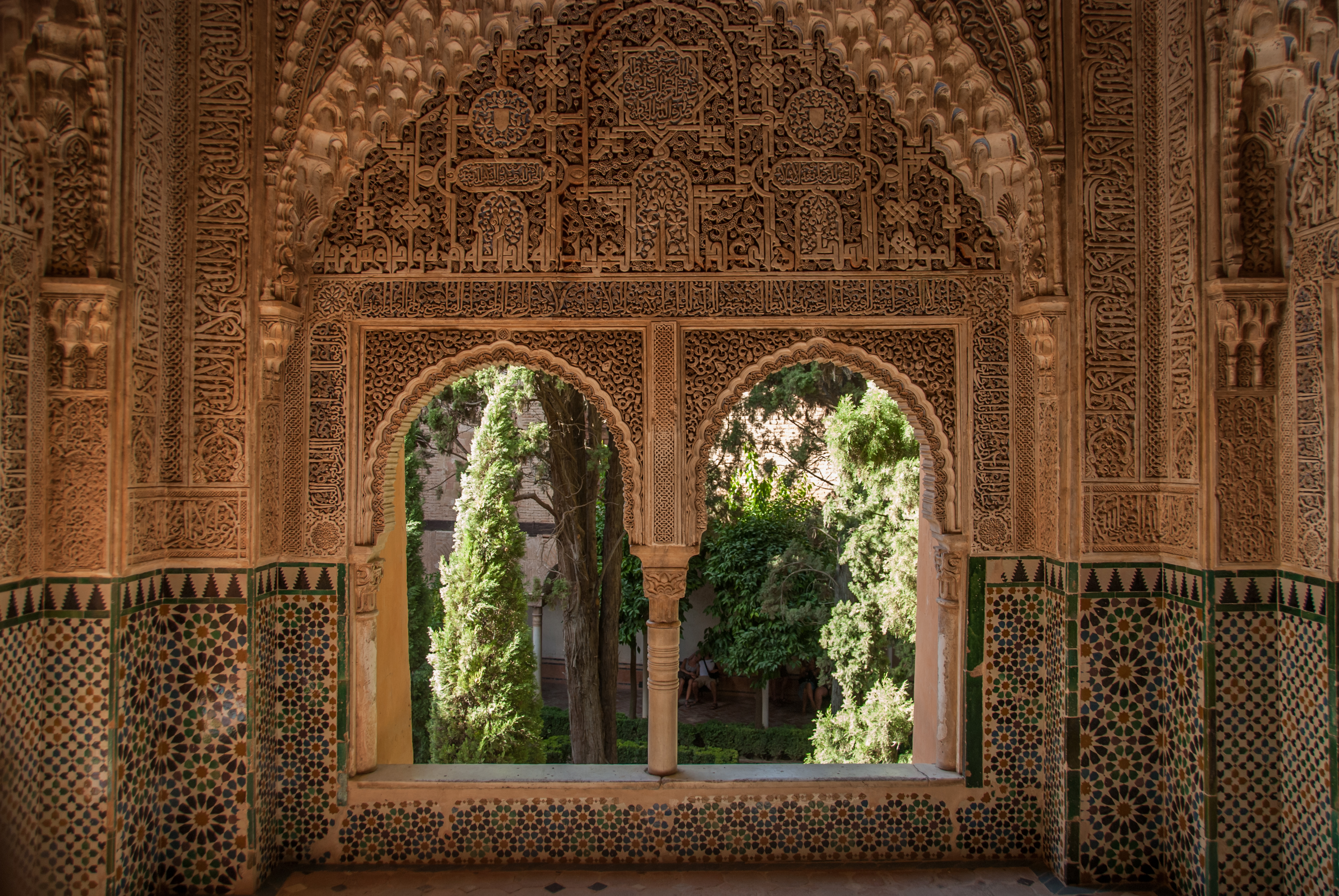
نافذتان في قصر الحمراء بغرناطة.

النافذة (الجمع: نافِذات و نوافِذ) هي فتحة في الجدار أو في الباب أو في السقف تسمح للهواء وللضوء بالعبور وتسمح ايضاً برؤية ما هو خارج البناء أو الهيكل إن تم فتحها، أو من غير فتحها، إن كانت شفافة. في الهندسة الوصفية، النافذة هي أحد حالات التقاطع بين الأجسام الصلبة، مثل المنشور، الهرم أو السطح الدوراني.

## وظيفتها
تساعد النافذة على نفاذ الضوء إلى الداخل إن كانت زجاجية، أما في حال ما كانت من خشب أو من حديد فلا ينفذ الضوء إلا عن طريق عمل فجوات بتصميم معين يساعد على إدخال ضوء بسيط ليس كلي، وهذا النوع من النوافذ عادة ما يكون للزينة أو لإنفاذ قدر أقل من الضوء. وهذا النوع معروف في التراث الأندلسي.